# Operace Red Wings

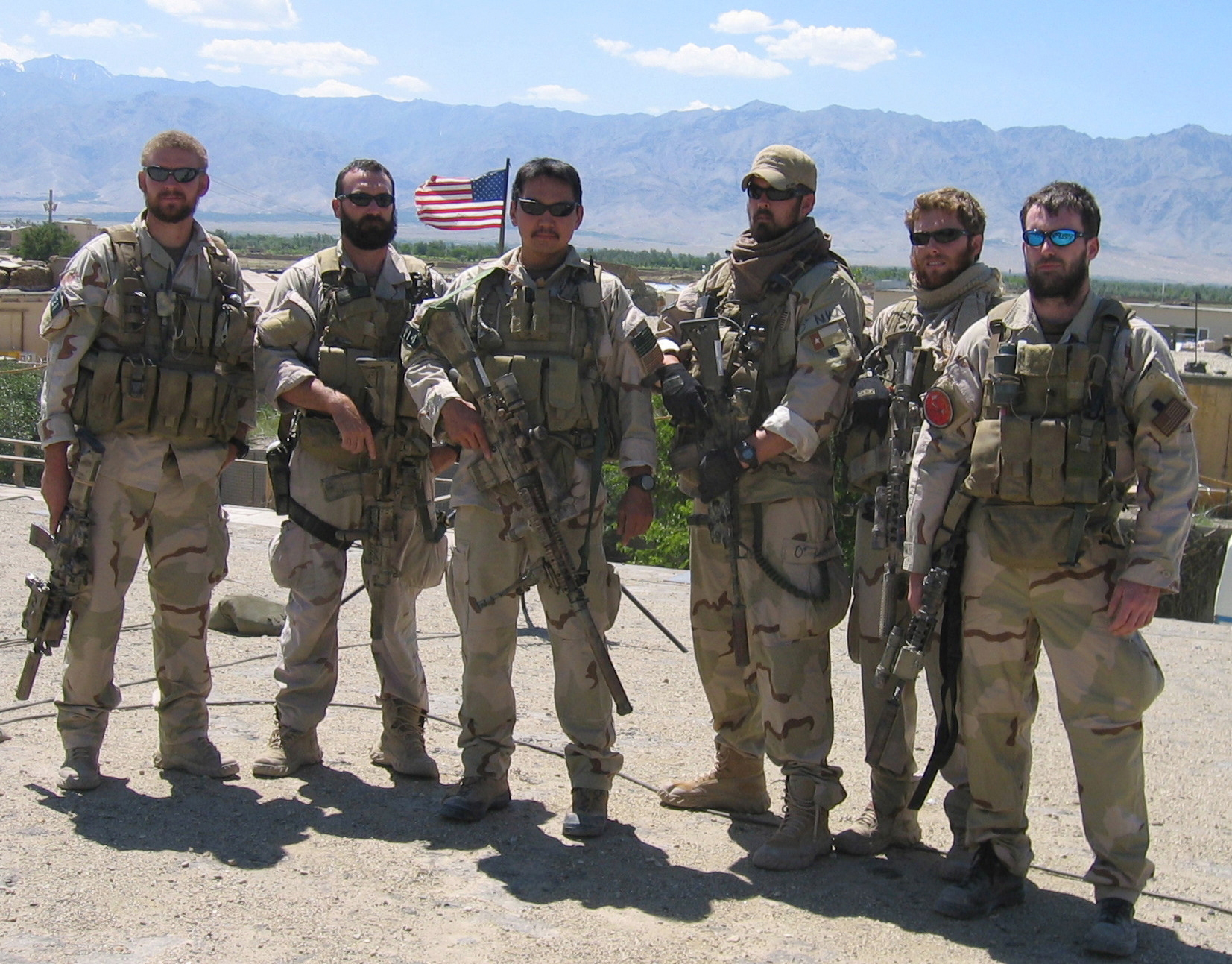
Jednotka Navy SEALs v Afghánistánu

Operace Red Wings, neformálně označovaná jako bitva Abbás Ghar (často nesprávně nazývána jako "Operace Redwing" nebo "Operace Red Wing"), byla kombinovaná (tzn. společná) vojenská operace Navy SEALs během války v Afghánistánu v provincii Kunar (okres Peach), na svazích hory Sawtalo Star, přibližně 32 kilometrů západně od Kuaru. Trvala od konce června do poloviny července roku 2005.
Operace byla určena k narušení místní milice (ACM), což by přispělo k regionální stabilitě a tím podpořilo afghánské parlamentní volby plánované na září roku 2005. V té době vyvíjela největší protikoaliční činnost v této oblasti skupina vedená jedním z místních mužů z provincie Nanganhar, Ahmadem Shahrem, který měl ambice regionální islámské fundamentalistické význačnosti. On a jeho malá skupina přívrženců patřili mezi primární cíle operace.
Operace byla koncipovaná podle 2. praporu americké námořní pěchoty založeném na 2/3 sesterského praporu a 3. praporu, který byl v bojovém nasazení před druhým. Pro počáteční fázi operace čerpala prostředky od speciální operace sil (SOF) včetně členů US Navy SEALs a Amerického komanda (převážně ze 160. speciálního leteckého pluku Airborne a SOAR).
Tým čtyř vojáků Navy Seals, jejichž úkolem bylo prozkoumat skupinu budov známých tím, že jsou používány Sashem a jeho muži, padlo do léčky. Stalo se tak jen několik hodin po vyložení do oblasti za pomoci rychlého lana z vrtulníku MH 47. Tři ze čtyř vojáků Seals byli zabiti a rychlá reakční síla poslala na pomoc poslednímu vrtulník, který však byl sestřelen reaktivním granátem z RPG-7. Celkem zahynulo osm členů US Navy SEALs a všech osm speciálních armádních pilotů, kteří byli na palubě.
Navazující operace známá jako "Redwings II" trvala přibližně další tři týdny. Během nich byla objevena těla zesnulých SEALs a pilotů a byl zachráněn jediný přeživší z původního týmu Marcus Luttrel. Ten přežil jen díky úkrytu poskytnutému mužem jménem Gulab. Zatímco cíle operace bylo částečně dosaženo, Shah se vrátil do Pákistánu s více muži a výzbrojí podporovaný proslulostí, kterou získal od Red Wings. O několik týdnů později byl Shah vážně zraněn během operace v srpnu 2005.

## Etymologie
Major Thomas Wood instruoval asistenta operačního důstojníka, nadporučíka Lance Seifferta, aby zkomponoval seznam jmen hokejových týmů. Ta se později budou používat pro velké vojenské operace. Seznam obsahoval deset jmen týmů. Prapor se rozhodl pro čtvrtou položku seznamu, Red Wings, protože první tři týmy (New York Rangers, Chicago Blackhawks a New Jersey Devils) by mohly být zaměněny za odkaz na vojenské jednotky v současné době v Afghánistánu.
Jméno bylo široce uváděno nesprávně jako Operation Red Wing nebo Operation Redwing. Tato chyba začala v době vydání knihy Lone Survivor. Ta vypráví o úvahách svědků operace i samotných ztracených členů týmu deset. Jejím autorem je Patrick Robinson, který svou knihu zakládá na rozhovorech s Marcusem Lutterem.
2/3 názvů nakonec nejsou v knize pravdivě uvedena, z důvodu ohleduplnosti k místnímu obyvatelstvu. Autor se rozhodl místo názvů uvádět jména pro zvířata jako například Pil (slon) Sorkh Khar (červený osel).

## Souvislosti a vývoj

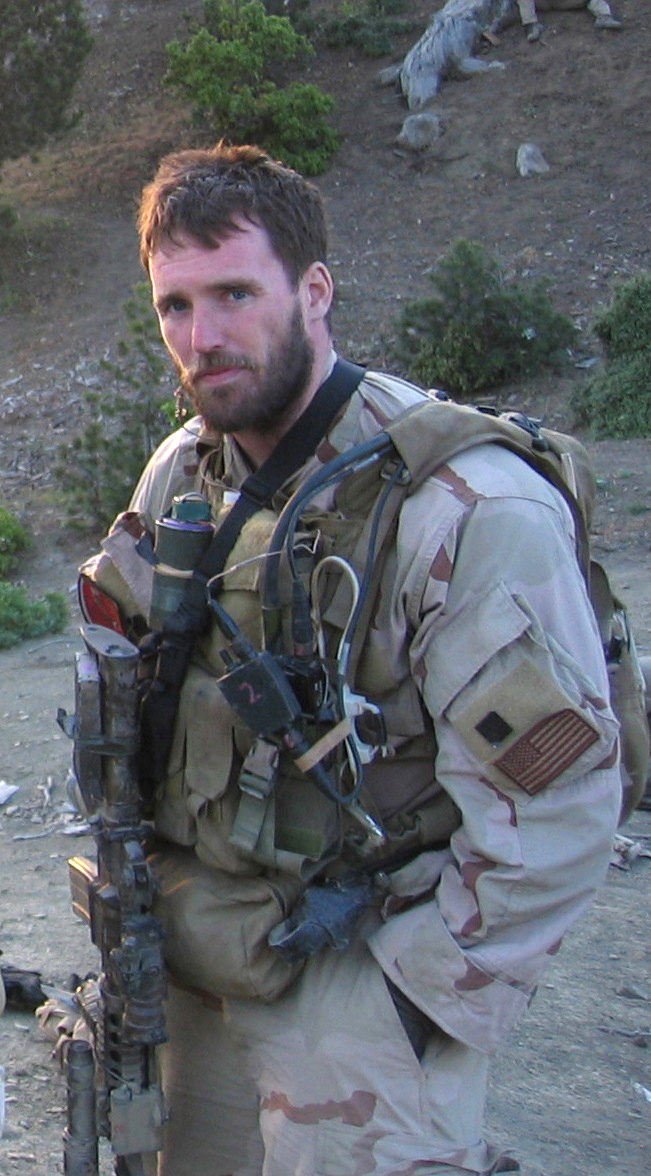
Michael Murphy

Po počáteční invazi do Afghánistánu v roce 2001, se američtí vojenští a koaliční partneři rozhodli přesunout operaci z "kinetických" problémů k těm, které měly povstalecký charakter. Jedním z hlavních cílů koalice od roku 2004 byla národní budova. To znamená, že muselo být zajištěno bezpečné a příznivé prostředí pro zakládání a růst demokraticky zvolené vlády a podpůrné infrastruktury. Klíčovým mezníkem v této kampani bylo datum 18. září 2005, kdy měly v Afghánistánu proběhnout národní parlamentní volby.
Zatímco mnoho z Afghánských provincií mělo v té době stabilní bezpečnostní prostředí, jednou z nejvíce nervózních zůstávala nadále provincie Kunar, která leží ve východním Afghánistánu na hranicích s Pákistánem. Pro to, aby byla prohlášena platnost voleb, musely probíhat takzvaně "nezatíženě". To znamená, že se na jejich průběhu nesmí podílet žádný vnější vliv a to buď americké a koaliční síly ani Taliban a dokonce ani antiamerické a koaliční síly. Výjimka neplatila ani pro vlivy působící v oblasti Kunar.
Povstalecké aktivity v provincii Kunar přišly z 22 identifikovaných skupin, v rozmezí od těch, které měly řídké periferní vazby na Al-Káidu či Taliban až po ty, které byly vázány na místní zločince. Tyto skupiny byly kolektivně známy jako antikoaliční milice a společným jmenovatelem mezi všemi byl silný odpor vůči sjednocení země a následné zvýšení přítomnosti vládních subjektů v Kunaru. I přes to, že to bylo hrozbou pro jejich působení, se snažily tyto skupiny pomáhat ožívajícímu novotalibanskému hnutí podporujícímu pašování. Právě proti této oblasti byla namířena většina vojenských operací včetně Red Wings.